# Dimaro Folgarida
Dimaro Folgarida est une commune italienne située dans la province autonome de Trente dans la région du Trentin-Haut-Adige dans le nord-est de l'Italie. Créée le 1er janvier 2016, elle est issue de la fusion de Dimaro et de Monclassico.
Les communes limitrophes sont  Cles, Commezzadura, Croviana, Malè, Pinzolo, Tre Ville et Ville d'Anaunia.